# Habropogon pyrrhophaeus
Habropogon pyrrhophaeus là một loài ruồi trong họ Asilidae. Habropogon pyrrhophaeus được Weinberg & Tsacas miêu tả năm 1973. Loài này phân bố ở vùng Cổ Bắc giới.